# ريم (اسم)
ريم هو اسم علم شخصي مؤنث عربي معناه الغزال والذي يرمز إلى النقاء والرقة.أصله بالهمزة "رِئم"، فخفف لسهولة النداء، رئِمَ: عطوف حنون، يقال قلب رءوم أي لا يعرف القسوة والمرأة الرءوم هي الحنونة والعطوفة. وقد أستخدم في الشعر والأدب العربي أيضاً كرمز للمرأة الجميلة.

## الشخصيات
- ريم ماجد مذيعة مصرية
- ريم أحمد ممثلة مصرية
- ريم ارحمة ممثلة بحرينية
- ريم البارودي ممثلة مصرية
- ريم النميري ناشطة حقوق أطفال يمنية
- ريم عبد الله ممثلة سعودية
- ريم الرياشي محاربة فلسطينية
- ريم البنا ممثلة وعارضة أزياء تونسية
- ريم علي أميرة وإعلامية جزائرية أردنية
- ريم خولهاس معماري هولندي
- ريم سعادة ممثلة أردنية
- ريم شعبان إبراهيم محسن مغنية إماراتية مشهورة باسم أريام
- ريم عبد العزيز ممثلة سورية
- ريم علي ممثلة ومخرجة سورية
- ريم قيس كبة شاعرة عراقية
- ريم هلال ممثلة مصرية
- ريم النجم مذيعة كويتية
- ريم الهاشمي فنانة تشكيلية إماراتية